# دمنهور
دمنهور نام شهر و شهرستانی در استان بحیره مصر است.